# Rybník Hrázka (Třebeš)
Rybník Hrázka je vodní plocha, která se nachází v historické zástavbě Třebše, místní části města Hradec Králové. Leží při ulicích Machkova a Na Pískách.
Se svou rozlohou přibližně 0,15 ha patří k méně významným vodním plochám. Rybník nemá stálý přítok, ale od roku 2019 je částečně doplňován svodem dešťové vody. Nejedná se o rybářský revír, ale ryby se do něj dostávají živelně. Jeho vodní plocha se v průběhu let postupně zmenšovala, až byl rybník v roce 2018 na pokraji vyschnutí a musela do něj být dopouštěna voda. Slouží převážně k rekreaci místních obyvatel, např. k zimním sportům.

## Galerie

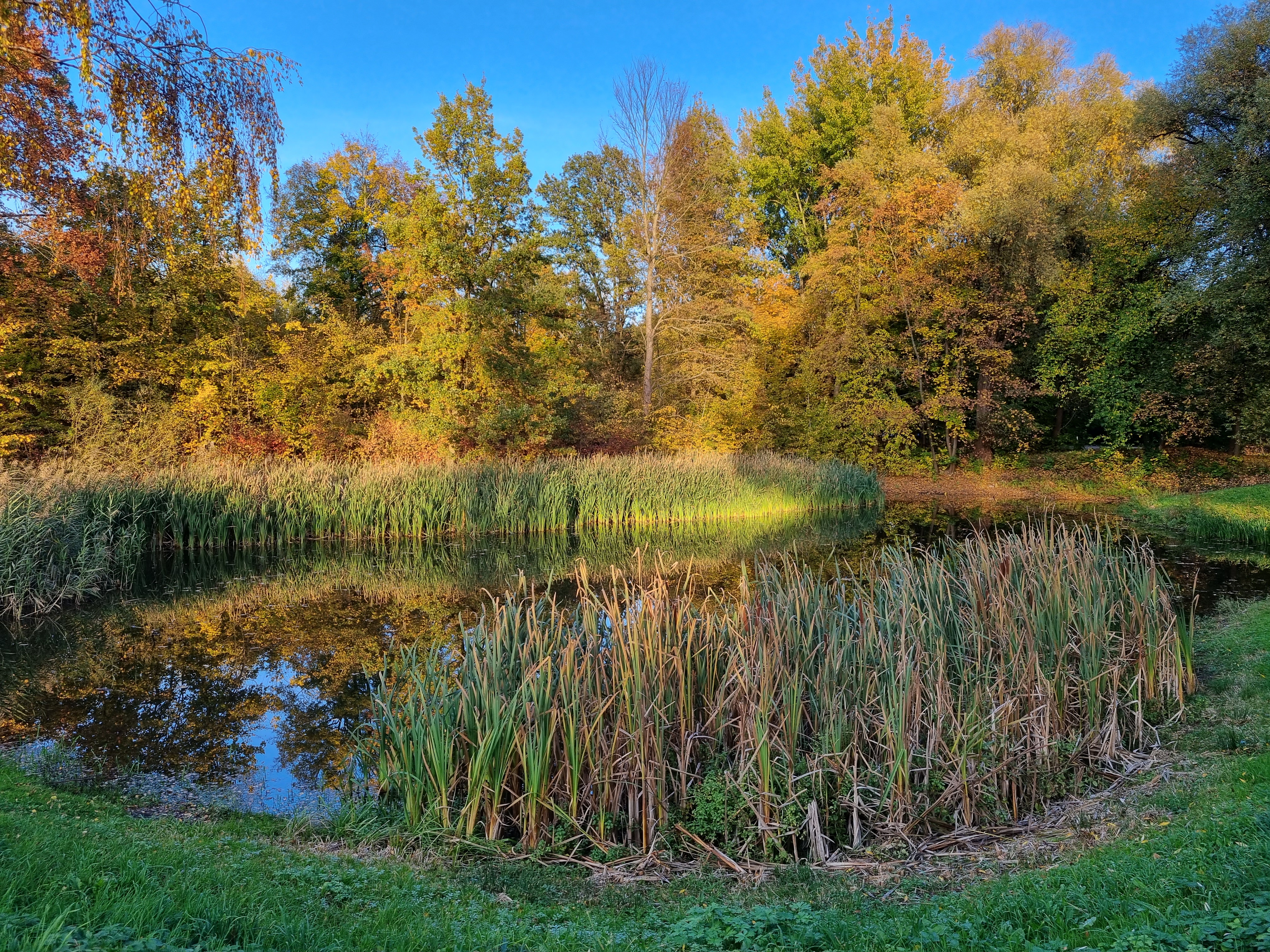
Rybník Hrázka ve Staré Třebši
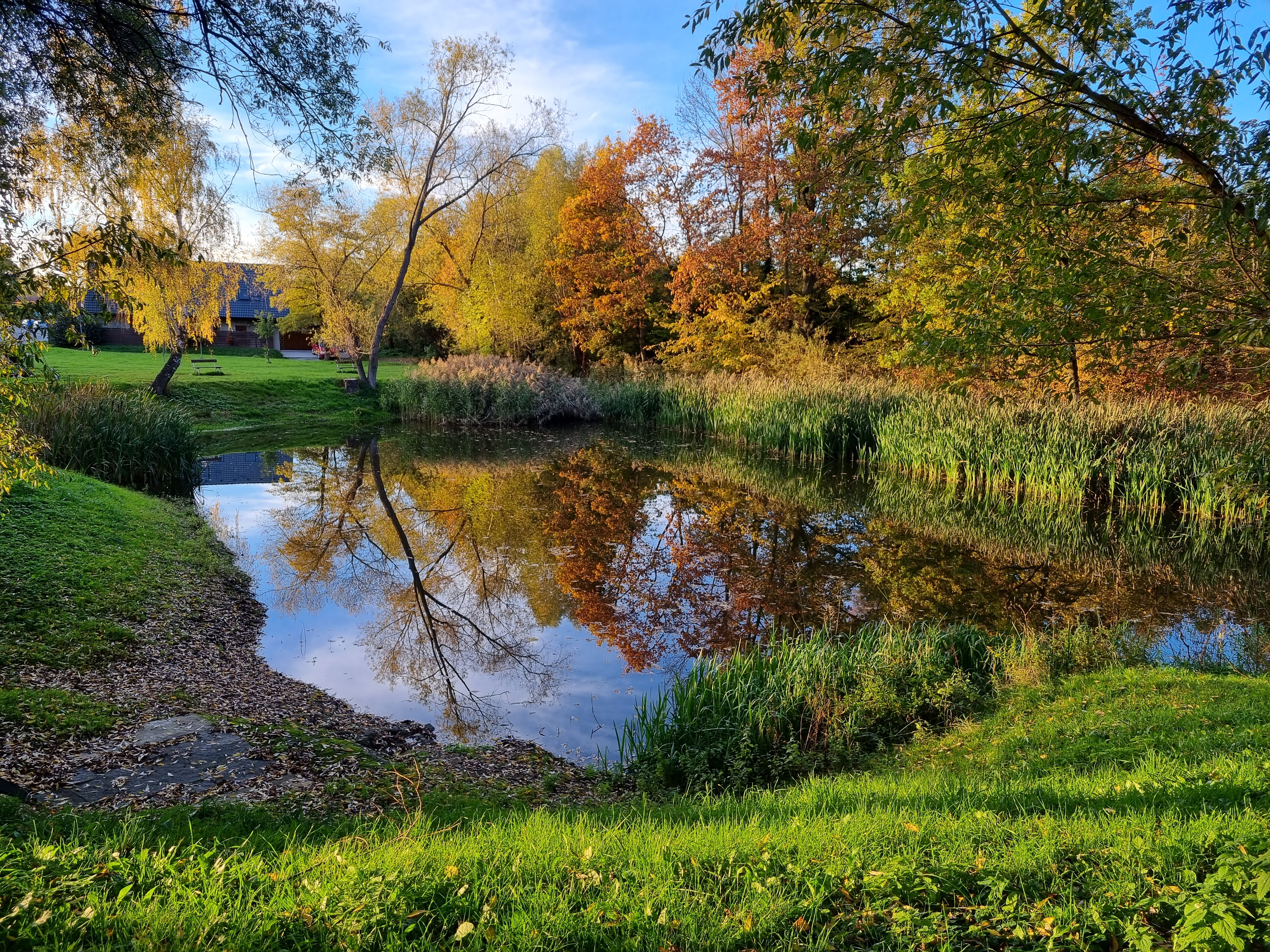
Pohled na rybník Hrázka
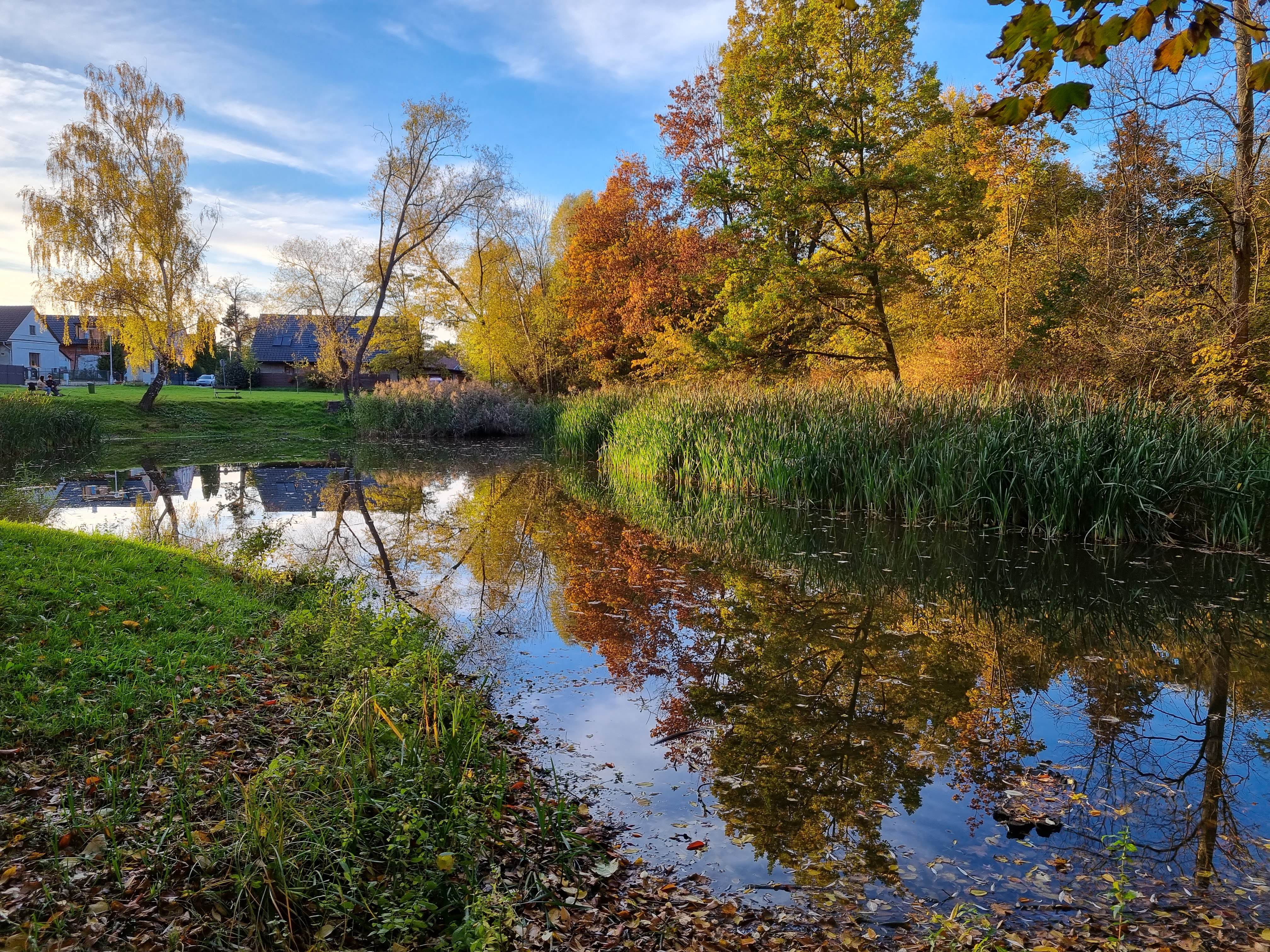
Starotřebešský rybník
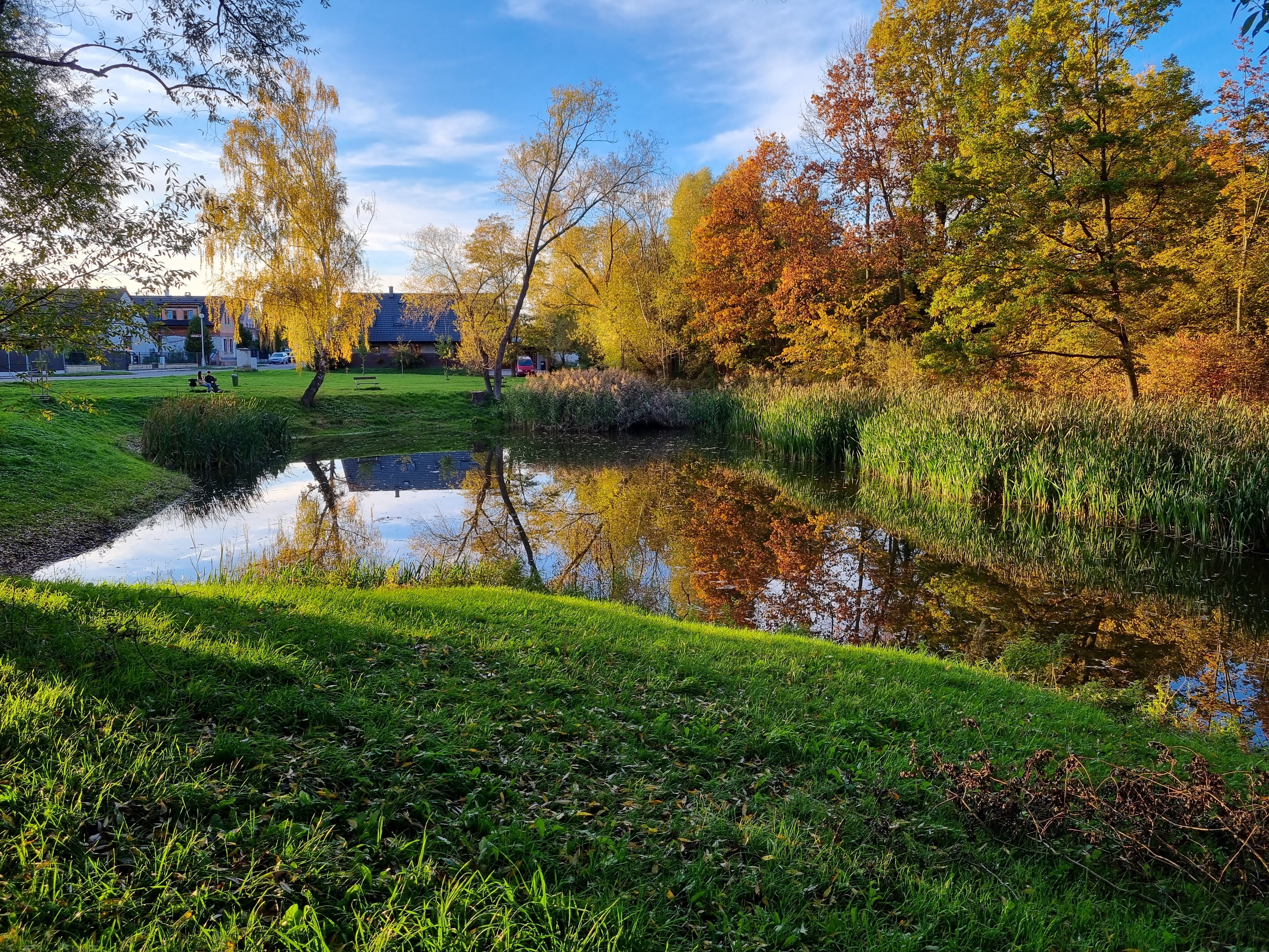
Podzimní rybník Hrázka